# Giovanni Fago
Giovanni Fago, també conegut amb el pseudònim de Sidney Lean (Roma, 25 d'abril de 1933), és un director de cinema italià.

## Biografia
Giovanni Fago va començar a treballar en el món del cinema a finals dels anys cinquanta com a ajudant de direcció d'importants directors com Mario Monicelli, Camillo Mastrocinque, Lucio Fulci, Vittorio De Sica, Renato Castellani i Joseph L. Mankiewicz (a La comtessa descalça).
El 1968 va fer el seu debut com a director a Per 100.000 dollari t'ammazzo sota el pseudònim de Sidney Lean. Seguiran pel·lícules de diversos gèneres com Uno di più all'inferno (1968), O' Cangaceiro (1970), Il maestro di violino (1976), Sulla spiaggia e di là dal molo (2000) e Pontormo (2003). Entre els anys setanta i vuitanta es va dedicar principalment a la direcció televisiva de produccions com Morte a passo di valzer (1979), Il prete di Caltagirone (1980), Don Luigi Sturzo (1981), La freccia nel fianco (1983) i Due assi per un turbo (1987).
També va treballar com a guionista i actor a l'inici de la seva carrera, a les pel·lícules All'onorevole piacciono le donne (1972) i Un caso d'incoscienza (1984).

## Filmografia

### Director
Cinema
- Per 100.000 dollari t'ammazzo (1968)
- Uno di più all'inferno (1968)
- O' Cangaceiro (1970)
- Fatevi vivi, la polizia non interverrà (1974)
- Il maestro di violino (1976)
- Mai con le donne (1985)
- Sulla spiaggia e di là dal molo (2000)
- Pontormo (2003)

Televisió
- Morte a passo di valzer (1979)
- Il prete di Caltagirone (1980)
- Don Luigi Sturzo (1981)
- La freccia nel fianco (1983)
- Due assi per un turbo (1987)

### Guionista
- One Way, dirigida per Jorge Darnell (1973)

## Llibres
- Giovanni Fago con la collaborazione di Paolo Albiero. Il cinèfago. Vita, incontri, avventure lungo sessant’anni di grande cinema e... altro. prefazione di Anton Giulio Mancino.  Varazze: PM edizioni, 2022. ISBN 978-88-31222-20-4.